# Обтен
Обтен (фр. Aubetin) је река у Француској. Дуга је 61 km. Улива се у Гран Морен. 